# Johann Strauss Orchestra
Johann Strauss Orchestra er et poporkester, der blev grundlagt i Holland af André Rieu i 1987. Orkestret er kendt for at fremføre klassiske værker med en udpræget uortodoks letsindighed, spøge med publikum og udføre alle mulige løjer.